# Montecalvo Versiggia
Montecalvo Versiggia (Muncalv in dialetto oltrepadano) è un comune italiano di 484 abitanti della provincia di Pavia in Lombardia. Si trova nella zona collinare dell'Oltrepò Pavese, nella valle del torrente Versa, in cui confluisce il piccolo torrente Versiggia. La sede comunale è in località Crocetta, ai piedi del castello di Montecalvo che sorge sulla cima di una collina.

## Storia
Montecalvo è tra le località, probabilmente corrispondenti alle signorie locali dotate di un castello, citate nel 1164 nel diploma con cui Federico I concedette alla città di Pavia il dominio sull'Oltrepò. Nell'ambito dei domini pavesi, nel XIV secolo vi assunsero la signoria i Beccaria. Per successivi e non chiari passaggi giunse nel XV secolo ai Beccaria di Montebello, sotto i quali la contea di Montecalvo comprendeva anche Golferenzo, Volpara e Rocca de' Giorgi. Estinti i Beccaria nel 1629, il feudo di Montecalvo fu separato da Montebello e venduto ai Dal Pozzo, che acquistarono anche il vicino feudo di Soriasco (Santa Maria della Versa). In difficoltà economiche, i Dal Pozzo furono costretti a smembrare i loro feudi: nel 1691 Montecalvo con Golferenzo e Volpara (senza Rocca de' Giorgi) fu venduto ai Belcredi, della casata dei signori di Montalto ma di altro ramo. Ad essi il feudo rimase fino alla fine del feudalesimo (1797).

### Simboli
Il comune non ha adottato alcuno stemma ufficialmente riconosciuto, ma ha in uso un logo che raffigura un calice di vino stilizzato nei colori verde chiaro e verde scuro.

## Monumenti e luoghi di interesse
- Castello di Montecalvo, l'edificio è posto a 360 m s.l.m. sulla sommità di una collina, faceva un tempo parte del sistema difensivo della val Versa, di cui era un importante caposaldo con la Torre di Soriasco, Golferenzo, Mondonico e la rocca di Montalino.
- Chiesa di Sant'Alessandro

- Museo del cavatappi

## Società

### Evoluzione demografica
Abitanti censiti

## Amministrazione

### Comunità montane
Fa parte della fascia bassa della Comunità Montana Oltrepò Pavese.